# K-Rauta
K-Rauta (anciennement K-rauta) est une chaîne internationale de quincaillerie du groupe finlandais Kesko.
Son siège est le K-Kampus dans le quartier de Kalasatama à Helsinki.

## Présentation
K-Rauta a des magasins en Finlande, en Suède, en Estonie et en Lettonie sous le nom de K Senukai.
En Finlande, K-Raudat fonctionne selon un modèle de franchise commerciale, c'est-à-dire que chaque magasin est géré par un entrepreneur K-marchand.
Dans les autres pays d'exploitation, Kesko est responsable des opérations.
Jusqu'en 2017, il y avait également des magasins K-Rauta Express en Finlande, qui étaient des quincailleries de la taille des magasins K-Market.

## Les K-Rauta
La chaîne K-Rauta compte environ 140 magasins en Finlande.
K-Rauta possède 20 magasins en Suède, 8 magasins chacun en Estonie et 8 en Lettonie.
Au printemps 2018, Kesko a annoncé qu'elle vendrait K-Rauta en Russie à Leroy-Merlin.

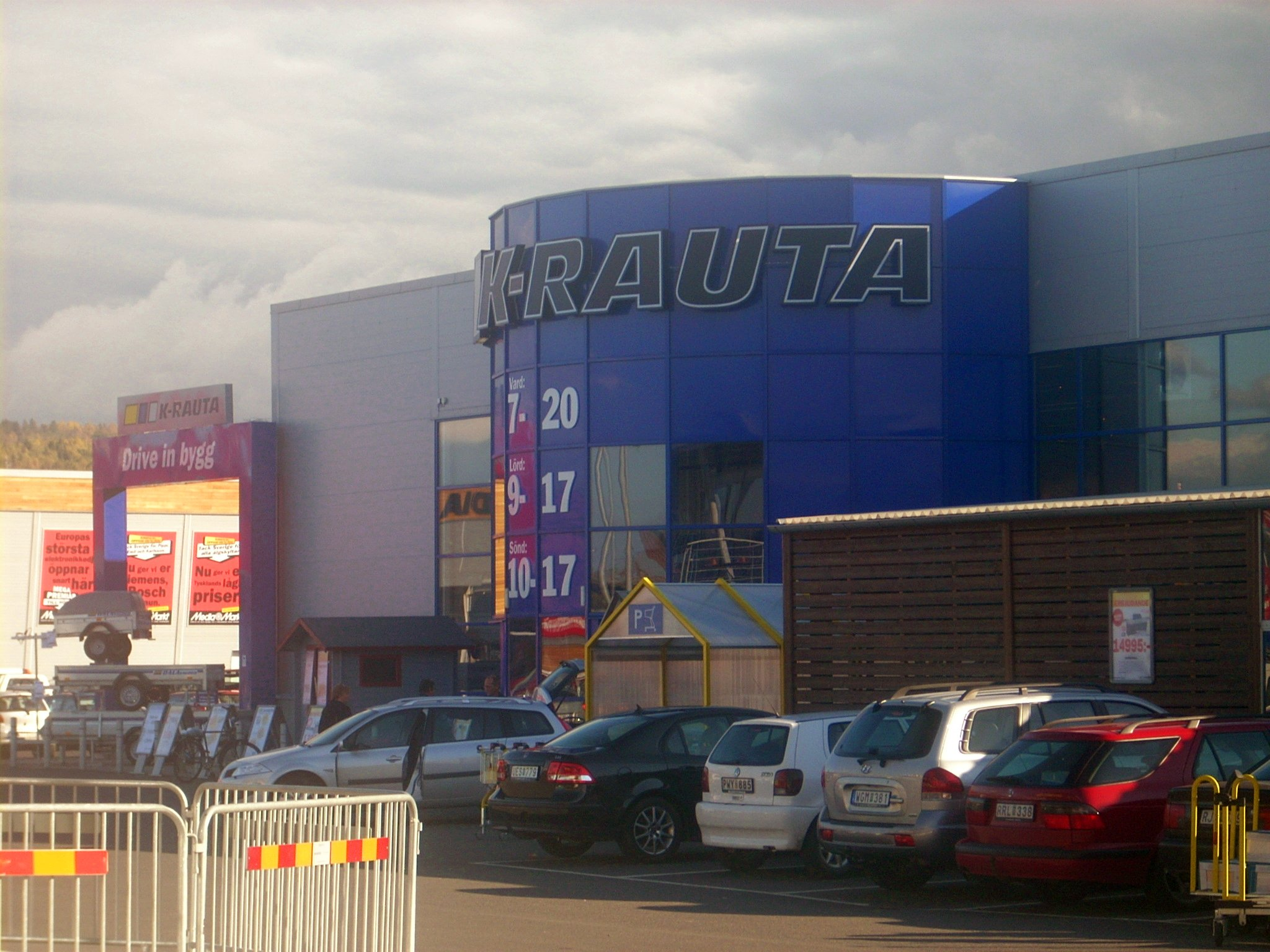
K-Rauta à Jönköping.